# Jörg Lütcke
Jörg Lütcke (Stoccarda, 12 dicembre 1975) è un ex cestista tedesco.

## Carriera
Con la Germania ha disputato i Campionati mondiali del 2002 e tre edizioni dei Campionati europei (1997, 1999 2003).

## Palmarès
- Campionato tedesco: 7

Alba Berlino: 1996-97, 1997-98, 1998-99, 1999-2000, 2000-01, 2001-02, 2002-03
- Coppa di Germania: 6

Alba Berlino: 1997, 1999, 2002, 2003
Cologne 99ers: 2004, 2005
- Coppa Korać: 1

Alba Berlino: 1994-95